# Installierte Leistung
Die Installierte Leistung ist die maximale Leistung der in einem Kraftwerk installierten Generatoren bzw. die in einem Land oder einem Staat installierte Gesamtleistung aller Kraftwerke. Sie wird in der Einheit Watt und Vielfachen wie Megawatt (MW) oder Gigawatt (GW) angegeben.

## Bedeutung
Manche Kraftwerke arbeiten nur stundenweise oder zeitweise im Teillastbetrieb, deshalb muss zur Berechnung der erzeugten Energie auch die mittlere Einschaltdauer über einen längeren Zeitraum, meist ein Jahr, bekannt sein. Der auf diese Weise ermittelte realistische, durchschnittliche Ertrag wird als Regelarbeitsvermögen bezeichnet und ist maßgeblich für die Beurteilung der Wirtschaftlichkeit einer Anlage. Als eine Energieeinheit wird er in diesem Zusammenhang üblicherweise in Wattstunden bzw. Vielfachen davon angegeben.
Den Quotienten aus der tatsächlich erzeugten Energie Eist, das Regelarbeitsvermögen, und der aus der installierten Leistung über ein Zeitintervall, üblicherweise ein Jahr, bestimmten maximal möglichen Energieabgabe Emax bezeichnet man als Jahresnutzungsgrad Q. Dieser Quotient Q liegt immer zwischen 0 % und 100 %:
{\displaystyle Q={\frac {E_{\mathrm {ist} }}{E_{\mathrm {max} }}}}
Mitunter wird der Jahresnutzungsgrad auch in Volllaststunden angegeben, welche im Abrechnungsintervall die Anzahl der Stunden unter der Annahme einer zeitlich konstanten Leistungsabnahme mit dem Wert der installierten Leistung angeben.
Aus der installierten Leistung folgt – bei bekannter Nennspannung – die maximal erzeugte Stromstärke und damit der notwendige Querschnitt der Stromkabel bei der Installation der Anlage.

### Beispiel
Gegeben sei eine Windkraftanlage mit einer Nennleistung von 2 MW, die während eines Jahres mit 8760 Stunden bei insgesamt 8000 Betriebsstunden 4,5 GWh an elektrischer Energie produziert. Die in der Praxis nicht zu erreichende theoretisch maximale Jahresproduktion liegt bei 8760 h × 2 MW = 17,52 GWh. Aus dem prozentualen Anteil der Jahresproduktion an der theoretisch maximalen Erzeugung errechnet sich ein Kapazitätsfaktor von 25,68 % bzw. von 2250 Volllaststunden.

## Einschränkungen
Nur bei den in Grundlast laufenden Kraftwerken kann aus der installierten Leistung auf die energetische Jahresabgabe ins Netz (in GWh angegeben) geschlossen werden. Dabei müssen bei Wärmekraftwerken die anfallenden Eigenbedarfe in Höhe von fünf bis zehn Prozent und die Ausfälle durch Revisionen in Höhe von zehn bis fünfzehn Prozent berücksichtigt werden. Bei den in Grundlast laufenden Laufwasserkraftwerken müssen die Verluste durch wetterbedingte Niedrigwasserstände, Revisionsarbeiten oder Eisgang eingerechnet werden.
Bei Kraftwerken, die auf die Deckung von Spitzenlast ausgelegt sind, können aus der installierten Leistung keine Rückschlüsse auf die Dauerausbeute gezogen werden; manche davon werden pro Tag nur einige Minuten oder Stunden betrieben, andere könnten zwar technisch wesentlich mehr zur Grundlast beitragen, werden aber nur für die Spitzenlasten benötigt und zugeschaltet. Pumpspeicherkraftwerke benötigen zudem elektrische Leistung, um für den Spitzenbedarf „aufgeladen“ zu werden.

## Installierte Leistung in Deutschland
Im Folgenden sind die in das deutsche Netz einspeisenden Kraftwerksleistungen aufgelistet, dazu gehören neben Offshore-WEA in der AWZ auch grenznahe in das deutsche Netz einspeisende Kraftwerksleistungen aus Luxemburg (1294 MW Vianden), Österreich (2942 MW, Rodundwerk II M1 u. a.), Dänemark (50 MW PV) und der Schweiz (104 MW Rheinfelden). 11,6 GW der gelisteten 214,1 GW im Jahr 2019 stammen aus Kraftwerken außerhalb des Strommarktes. Diese Kraftwerke sind vorläufig stillgelegt, befinden sich in Sicherheitsbereitschaft oder dienen der Netzreserve.
|                                              |                                              | 2014  | 2014 | 2019  | 2019 | 2022  | 2022 |
| Energieträger                                | Energieträger                                | GW    | %    | GW    | %    | GW    | %    |
| -------------------------------------------- | -------------------------------------------- | ----- | ---- | ----- | ---- | ----- | ---- |
| Steinkohle                                   | Steinkohle                                   | 26,9  | 14,7 | 23,7  | 11,1 | 13,8  | 6,3  |
| Braunkohle                                   | Braunkohle                                   | 20,9  | 11,4 | 21,2  | 9,9  | 16,7  | 7,7  |
| Mineralölprodukte (2014 Heizöl)              | Mineralölprodukte (2014 Heizöl)              | 3,7   | 2,0  | 4,3   | 2,0  | 2,9   | 1,3  |
| Erdgas (2014 Gase)                           | Erdgas (2014 Gase)                           | 22,5  | 12,3 | 29,4  | 13,7 | 27,4  | 12,6 |
| Kernenergie                                  | Kernenergie                                  | 12,1  | 6,6  | 9,5   | 4,4  | 4,1   | 1,9  |
| Wasser                                       | Wasser                                       | 14,4  | 7,8  | 14,6  | 6,8  | 14,7  | 6,7  |
| Wind (onshore)                               | Wind (onshore)                               | 34,0  | 18,5 | 50,3  | 23,5 | 56,1  | 25,7 |
| Wind (offshore)                              | Wind (offshore)                              | 0,6   | 0,3  | 5,4   | 2,5  | 7,8   | 3,6  |
| Solare Strahlungsenergie (2014 Photovoltaik) | Solare Strahlungsenergie (2014 Photovoltaik) | 37,4  | 20,4 | 42,3  | 19,8 | 59,3  | 27,2 |
| Biomasse                                     | Biomasse                                     | 7,2   | 3,9  | 7,7   | 3,6  | 9,5   | 4,4  |
| Sonstige                                     | erneuerbar                                   | 3,9   | 2,1  | 1,3   | 0,6  | 3,1   | 1,4  |
| Sonstige                                     | nicht erneuerbar                             | 3,9   | 2,1  | 4,4   | 2,1  | 2,8   | 1,3  |
| Insgesamt                                    |                                              | 183,6 | 100  | 214,1 | 100  | 218,2 | 100  |

Dazu kommen noch Interkonnektoren zum Ausland, die bis zu 30 GW übertragen können.